# Lettonie au Concours Eurovision de la chanson 2015
La Lettonie a annoncé en 2014 sa participation au Concours Eurovision de la chanson 2015 à Vienne, en Autriche. 
Aminata Savadogo, représentant la Lettonie au Concours Eurovision de la chanson avec sa chanson Love injected, est annoncée le 22 février 2015, à la suite de sa victoire lors de la finale nationale Supernova 2015.

## Processus de sélection

### Format
En 2015, la Lettonie revoit entièrement son processus de sélection et instaure l'émission Supernova. Pour cette première édition, la sélection sera constituée de deux auditions, d'une demi-finale et d'une finale et réunira vingt artistes.
Dix artistes participeront à chaque audition. De ces dix artistes, à chaque fois quatre seront qualifiés pour la demi-finale : deux par le vote du jury, et deux grâce au télévote letton. La demi-finale se déroulera de la même manière. Quatre artistes parmi les huit restants seront qualifiés pour la finale : deux par le vote du jury, et deux grâce au télévote letton. Enfin, la finale désignera le représentant de la Lettonie à l'Eurovision 2015 parmi les quatre artistes encore en lice.

### Chansons
| Artiste                           | Chanson         |
| --------------------------------- | --------------- |
| Aminata                           | Love Injected   |
| Antra Stafecka                    | It's the Night  |
| Atis Ieviņš                       | Catfish         |
| ElektroFolk                       | Sundance        |
| Euphony                           | Home            |
| Framest                           | Ziemā           |
| Katrīna Bindere                   | Run to You      |
| Katrīna Cīrule                    | Bass            |
| Lana Frančeska                    | Lions           |
| Linda Ķaukule                     | Save Our Love   |
| Markus Riva                       | Take Me Down    |
| Milenin & Kamilla                 | Colours of Love |
| MNTHA                             | Nefelibata      |
| Mārtiņš Ruskis & Ginta Krievkalna | Debesis         |
| Ornella                           | Angel           |
| Riga Metro                        | High Heels      |
| Rihards Bērziņš                   | Your Eyes       |
| Rihards Saule                     | Life Lines      |
| Signe                             | Sweet Girl      |
| The Stones                        | Free Your Mind  |

### Émissions

#### Première audition
- Qualifié du jury
- Qualifié du télévote

| Ordre | Artiste           | Chanson         |
| ----- | ----------------- | --------------- |
| 1     | Katrīna Cīrule    | Bass            |
| 2     | Lana Frančeska    | Lions           |
| 3     | Atis Ieviņš       | Catfish         |
| 4     | Milenin & Kamilla | Colours of Love |
| 5     | Antra Stafecka    | It's the Night  |
| 6     | Framest           | Ziemā           |
| 7     | Linda Ķaukule     | Save Our Love   |
| 8     | MNTHA             | Nefelibata      |
| 9     | Rihards Saule     | Life Lines      |
| 10    | ElektroFolk       | Sundance        |

#### Deuxième audition
- Qualifié du jury
- Qualifié du télévote

| Ordre | Artiste                           | Chanson        |
| ----- | --------------------------------- | -------------- |
| 1     | The Stones                        | Free Your Mind |
| 2     | Signe                             | Sweet Girl     |
| 3     | Mārtiņš Ruskis & Ginta Krievkalna | Debesis        |
| 4     | Ornella                           | Angel          |
| 5     | Rihards Bērziņš                   | Your Eyes      |
| 6     | Euphony                           | Home           |
| 7     | Riga Metro                        | High Heels     |
| 8     | Katrīna Bindere                   | Run to You     |
| 9     | Markus Riva                       | Take Me Down   |
| 10    | Aminata                           | Love Injected  |

#### Demi-finale
- Qualifié du jury
- Qualifié du télévote

| Ordre | Artiste         | Chanson        |
| ----- | --------------- | -------------- |
| 1     | ElektroFolk     | Sundance       |
| 2     | Aminata         | Love Injected  |
| 3     | MNTHA           | Nefelibata     |
| 4     | Markus Riva     | Take Me Down   |
| 5     | Antra Stafecka  | It's the Night |
| 6     | Euphony         | Home           |
| 7     | Framest         | Ziemā          |
| 8     | Rihards Bērziņš | Your Eyes      |

#### Finale
| Ordre | Artiste     | Chanson       | Votes    | Votes    | Total  | Place |
| Ordre | Artiste     | Chanson       | Internet | Télévote | Total  | Place |
| ----- | ----------- | ------------- | -------- | -------- | ------ | ----- |
| 1     | Aminata     | Love Injected | 8 319    | 14 017   | 22 336 | 1     |
| 2     | MNTHA       | Nefelibata    | 3 010    | 7 352    | 10 362 | 4     |
| 3     | ElektroFolk | Sundance      | 2 803    | 7 971    | 10 774 | 3     |
| 4     | Markus Riva | Take Me Down  | 5 818    | 9 932    | 15 750 | 2     |

## À l'Eurovision
La Lettonie participa à la seconde demi-finale, le 21 mai 2015. Y arrivant 2e avec 155 points, le pays se qualifie pour la finale. C'est la première qualification du pays depuis 2008. Lors de la finale, la Lettonie termine 6e avec 186 points.